# بومة رقطاء
البومة الرقطاء (الاسم العلمي: Strix occidentalis) هي نوع من الطيور الحقيقية . وهي من الأنواع المقيمة في الغابات القديمة في غرب أمريكا الشمالية، حيث تقطن  في تجاويف الأشجار أو في أعشاش الطيور الجارحة القديمة أو الشقوق الصخرية. ارتفاع الأعشاش يمكن أن يتراوح ما بين اثنا عشر إلى ستون مترًا وعادةً ما تحتوي على بيضتين  على الرغم من أن بعضها يحتوي على ما يصل إلى أربعة. يتم التعرف على ثلاث نويعات تتوزع على المنطقة الممتدة من كولومبيا البريطانية إلى المكسيك.